# Scaphirhynchus
Scaphirhynchus är ett släkte av fiskar som ingår i familjen störar.
Arter enligt Catalogue of Life och Fishbase:
- Scaphirhynchus albus
- Mississippiskovelstör  (Scaphirhynchus platorynchus)
- Scaphirhynchus suttkusi